# Victoryfartyg
Victoryfartyg (engelska: Victory ship) var en typ av lastfartyg som massproducerades vid flera nordamerikanska varv under slutet av andra världskriget för att ersätta fartyg som gått förlorade till följd av tyska u-båtsangrepp. Modellen baserades på föregångaren Libertyfartyg, men var något större samt avsevärt snabbare (15 knop istället för cirka 10) och bättre beväpnade. De amerikanska fartygen bemannades av under kriget av U.S. Merchant Marine.
Totalt byggdes 534 amerikanska och cirka 300 kanadensiska Victoryfartyg.

## Bevarade fartyg

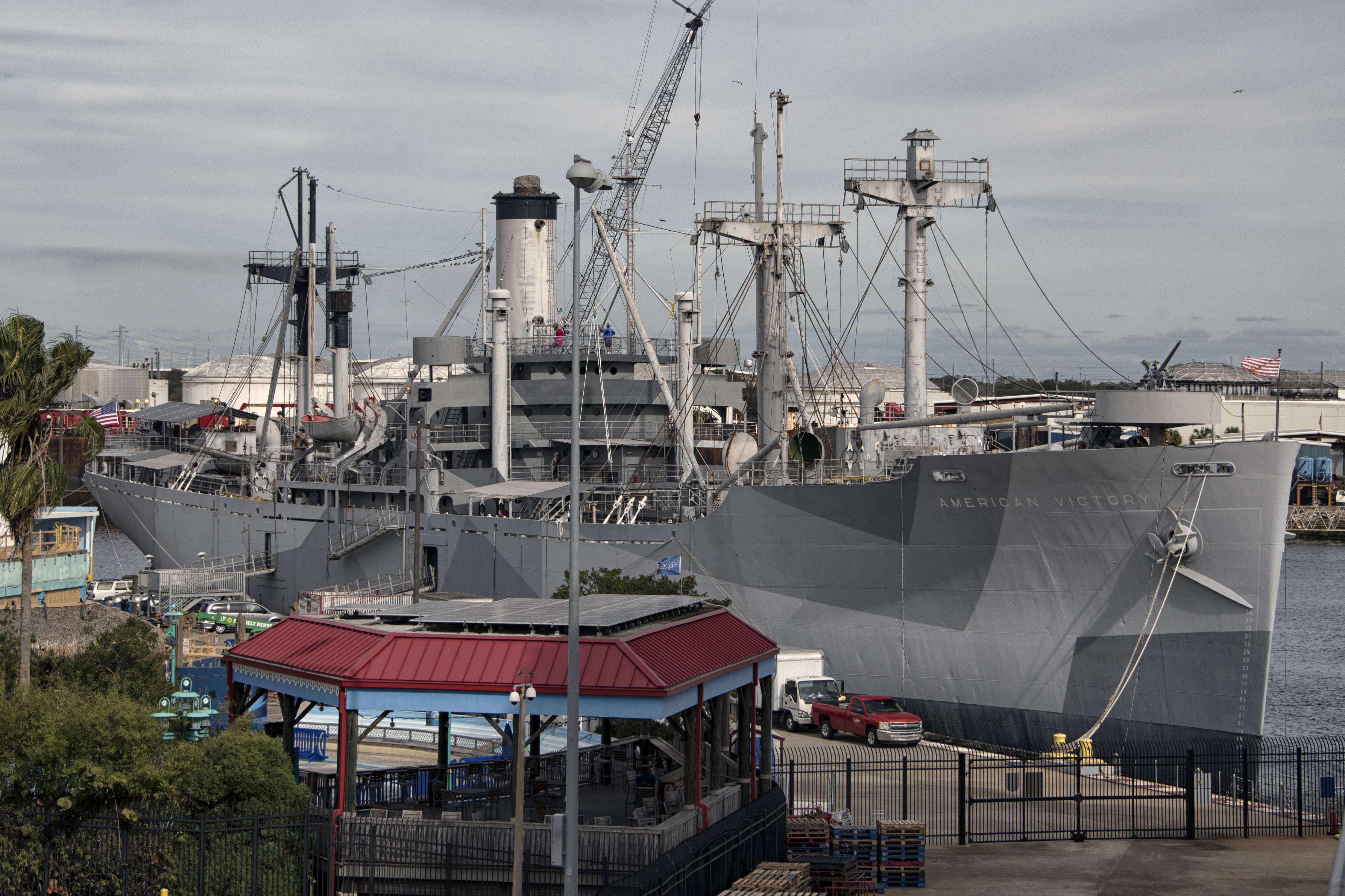
SS American Victory, museifartyg i Tampa, Florida.
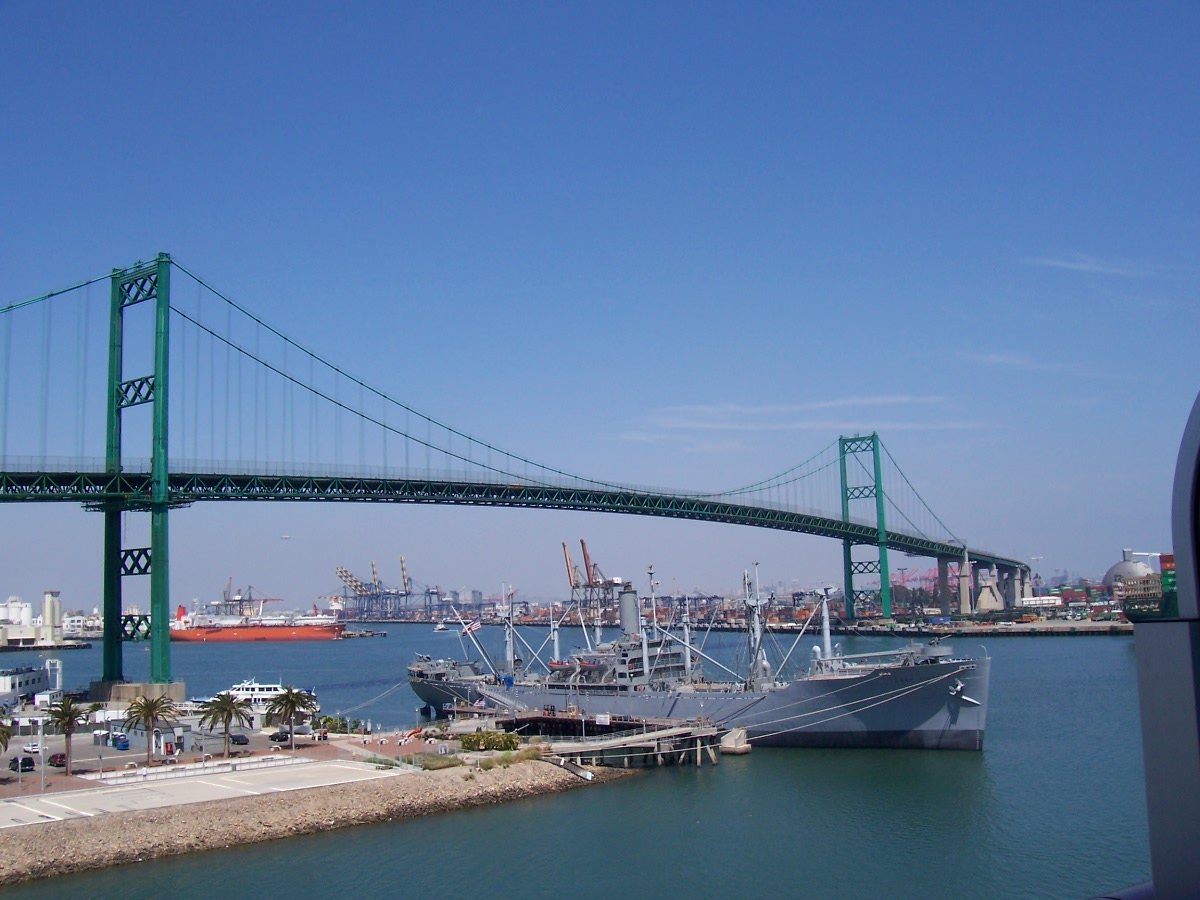
SS Lane Victory, museifartyg i San Pedro, Los Angeles.
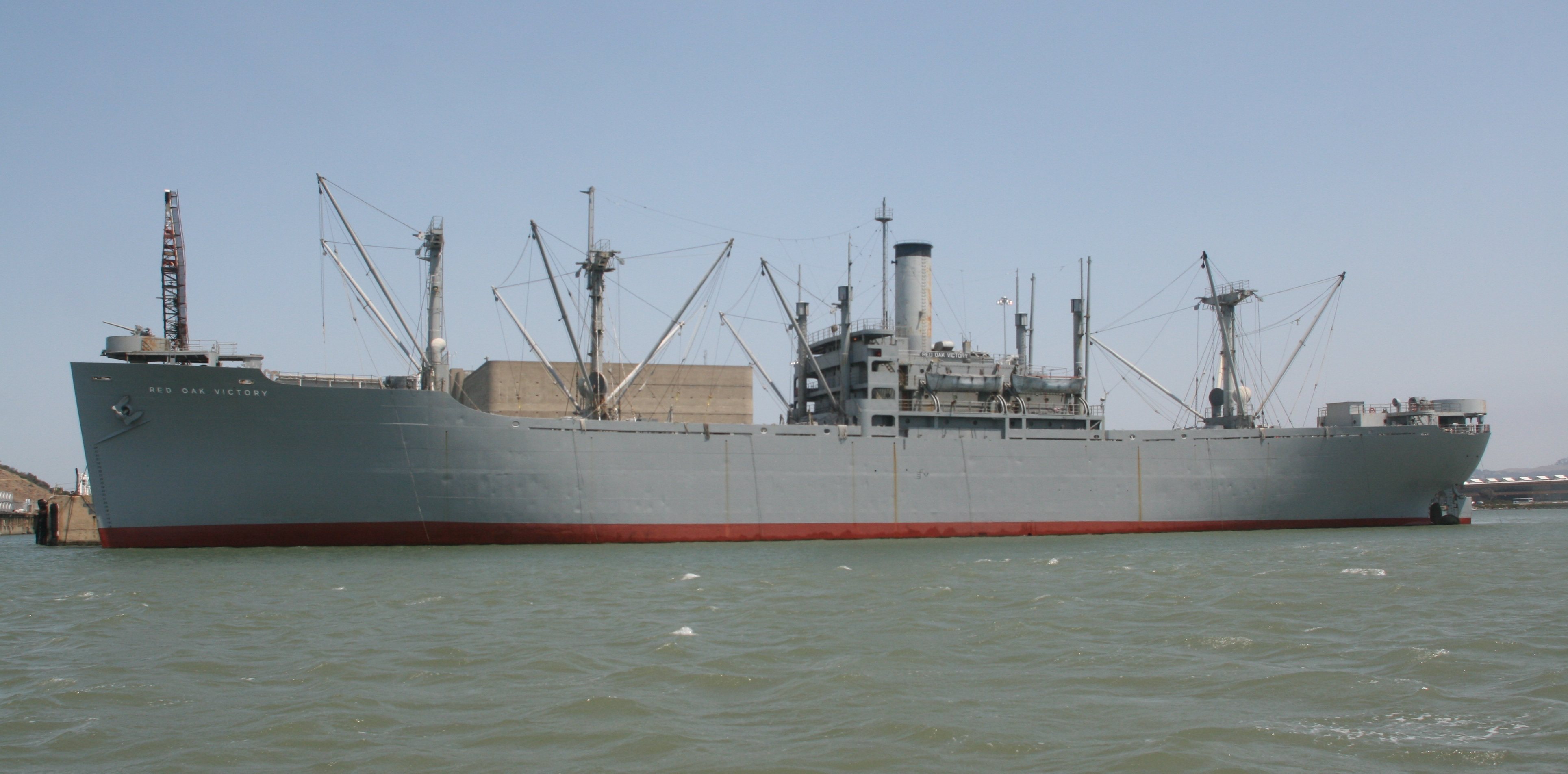
SS Red Oak Victory, museifartyg i Richmond, Kalifornien.